# Davıdonu
Davıdonu è un comune dell'Azerbaigian situato nel distretto di Lerik. Conta una popolazione di 717 abitanti.